# Битва за Кіоджу (1379—1380)
Битва за Кіоджу — битва між венеційським і генуезьким флотами у Венеційській лагуні біля міста Кіоджа в сучасній Італії, що відбувалась під час війни Кіоджи в 1379—1380 роках і завершилася 24 червня 1380 року перемогою венеційців.
Генуезці під командуванням адмірала П'єтро Доріа захопили маленький рибальський порт у серпні 1379 року. Порт не мав важливого значення, але його розташування на вході у Венеційську лагуну створювало значну загрозу самій Венеції. Венеційський флот на чолі з Веттором Пізані та дожем Андреа Контаріні, якому дуже вчасно прийшла зі сходу на допомогу флотилія на чолі з Карло Дзено зумів заблокувати генуезький флот у Кіоджі. Врешті у червні 1380 року венеційці захопили Кіоджу, знищили генуезький флот, що потрапив у Кіоджі в пастку і переломили хід війни на свою користь. Мирний договір, підписаний у 1381 році в Турині, не надавав формальної переваги Генуї чи Венеції, але він означав кінець їх тривалої конкуренції: генуезьке судноплавство не було помічено в Адріатичному морі після битви за Кіоджу. Цей бій також був значущим за технологіями, які використовували комбатанти.

## Передумови
До XIV сторіччя міжрегіональна торгівля значно зросла, чому частково сприяли вдосконалені навігаційні та морські технології, а також крах Візантійської імперії. Північноіталійські міста Генуя та Венеція мали хороші можливості для розвитку цієї торгівлі, яка простягалася на схід через Середземне море до Константинополя, Близького Сходу та Чорного моря, а також на північ через Гібралтарську протоку до Балтійського моря. Звичайні товари, якими торгували в регіоні, включали ліс, метали, зброю, рабів, сіль, прянощі та зерно. Зерно з Чорноморського регіону ставало все більш важливим для прогодування зростаючого міського населення міст-держав і підтримки зростаючого військово-морського купецького класу, причому більшість імпорту зерна надходила через генуезькі порти Каффа в Криму та Хіос у східній частині Егейського моря. Протягом цього періоду як Генуя, так і Венеція все більше закріплювалися в торгівлі, створюючи значні військово-морські сили для захисту своїх інтересів і борючись за домінування в торгівлі в серії спорадичних воєн, кульмінацією яких була Кіоджа.

## Четверта венеційсько-генуезька війна
З 1372 року Венеція і Генуя разом зі своїми союзниками брали участь у війні Кіоджи, четвертій венеційсько-генуезькій війні. У 1378 році, коли розгорнулися повномасштабні військові дії, венеційський адмірал Веттор Пізані був відправлений з флотом із 14 галер атакувати генуезькі води. Варто зазначити, що під час війни за Кіоджу розміри флоту обох сторін були відносно невеликими порівняно з попередніми венеційсько-генуезькими війнами. Це свідчить про те, що чума та загальний спад середини XIV століття послабили обидва міста.
Після кількох помірно успішних кампаній, Пізані попросив уряд надати йому дзвіл повернутися додому, щоб переобладнати свої кораблі, але венеційське керівництво йому відмовило. Йому було наказано зимувати в Істрії біля міста Пола (сучасна Пула в Хорватії). Там він потрапив у пастку під час нападу більш чисельного генуезького флоту і більшість венеційської флотилії Пізані було знищено.
Генуезці використали свою перевагу та направили свої сили до Венеції, спалюючи міста та захоплюючи кораблі, коли вони йшли вздовж Лідо. У серпні 1379 року вони разом із союзними силами з Падуї увійшли у Венеційську лагуну та захопили невеликий порт Кіоджа, зовсім неподалік від самої Венеції.

## Битва
Після втрати Кіоджи Венеція звернулась до генуезців з пропозицією почати мирні переговори, але вони відповіли, що зроблять це лише після того, як «приборкують коней Сан-Марко». Очевидно, вони мали намір напасти на Венецію, але вирішили захиститися в Кіоджі, боячись пройти лагуною. Венеція відповіла мобілізацією всіх ресурсів, які могла зібрати, використовуючи примусові позики та масовий призов, щоб зібрати й озброїти військо з 34 галер.
Пізані, який був ув'язнений за нищівну поразку під Полою, був звільнений після того, як натовпи вийшли на вулиці з вимогою повернути його до командування. Цого було призначено виконавчим офіцером при самому дожі, який прийняв командування як генерал-капітан. Після підготовки новобранців, які були в основному майстрами, новий флот виконав план Пізані перетворити генуезців, які облягали, на обложених.
У ніч на 22 грудня венеційські війська потопили баржі, навантажені камінням, у каналах і каналах, що вели до лагуни, блокуючи лінії постачання та втечу генуезців, які окупували Кьоджію. Венеційським кораблям легше проходити меншими каналами, тому вони блокували більші, використовуючи невеликі сухопутні війська в Кьоджа, щоб відволікти їхню роботу. Венеційці провели наступні п'ять місяців, намагаючись захистити бар'єри від нападів генуезців, у той час як запаси генуезців скорочувалися. Карло Дзено, який використовував свою силу з 14 добре обладнаних галер для захоплення незахищених генуезьких кораблів на сході, прибув у січні, значно підкріпивши зусилля венеційців. Поступово вони захистили кожен вхід до лагуни.
Генуезці надіслали підкріплення на допомогу своїм військам у Кіоджі, але венеційці не пропустили їх повз свої бар'єри, завадивши їм вступити в бій і розділити генуезьку силу. Після того, як голодуючі генуезці в Кіоджі безуспішно намагалися підкупити венеційських найманців, вони здалися 24 червня 1380 року. Незважаючи на перемогу під Кіоджою, венеційцям довелося воювати з рештою генуезьких сил аж до укладення Туринського миру в 1381 році.

## Технології
На час битви за Кіоджу основним бойовим судном у Середземному морі були галери, хоча вони також все частіше використовувалися і як торгові судна. Конструкція галери ефективно збалансувала вантажопідйомність і швидкість, в результаті чого вийшов корабель, який добре підходив для багатьох цілей. Галери були основними військовими кораблями, які використовувалися під час битви, за винятком навантажених камінням барж, потоплених Венецією, щоб заблокувати входи і виходи з венеційської лагуни.
Битва за Кіоджу заслуговує на додаткову увагу, оскільки під час неї було перше зафіксоване використання корабельної порохової зброї в боях у Європі. Венеційці, які вже використовували порохові облогові гармати на суші, встановили невеликі бомбарди на багатьох своїх галерах, щоб утримати генуезьку армію в оточенні в Кіоджі. Хоча про цю зброю мало що відомо, відомо, що вона не використовувалася під час боїв кораблів між собою. Зброя була надто неточною, щоб використовувати її проти інших кораблів, натомість її використовували для бомбардування ворожих стін і укріплень. Генуезький полководець П'єтро Доріа загинув у результаті руйнування фортифікації, в яку влучило ядро, випущене з венеційської галери.

## Наслідки
За Туринським миром Венеція зробила кілька поступок генуезцям, включаючи Тенедос, початкове джерело суперечок у війні. Тим не менш, генуезці припинили свої військові та торгові набіги на більшу частину Середземномор'я, можливо, в результаті їхньої поразки в поєднанні з боргами та внутрішніми громадськими заворушеннями. Венеція також залишилася з великими боргами, але повільно виповзала з них протягом наступних кількох десятиліть.
Фернан Бродель покладає кінець спорадичним війнам між двома ранніми морськими імперіями в результаті економічного скорочення XIV століття: «Можливо, відповідь полягає в тому, що лише тривале процвітання та зростаюча хвиля торгівлі зробили можливим потурати для так довго в битвах, які були жорстокими, але врешті не смертельними. . . І великі, і малі війни стали надто дорогою розкішшю. Мирне співіснування має стати правилом».
Залишившись в результати війни Кіоджи без потужних ворогів, Венеція розширила свою владу вздовж обох адріатичних берегів та розмістила на острові Корфу свій флот для охорони Адріатики від входу ворожих кораблів. Венеційці посилили свій торговий вплив на грецький Пелопоннес і значно поширилися вглиб країни. До 1400 року у Венеції було 3000 кораблів, а з загального населення міста у 200 000 чоловік біля 38 000 були моряками. Венеційська система морського економічного домінування продовжувала використовуватись навіть після занепаду самої Венеції, прикладом чого може бути пізніше домінування Португалії в морях навколо Африки та Азії.